# Domingo González Mateos
Domingo González Mateos (Quismondo, 1895 — Madrid, 1958) foi um matador de touros espanhol.
De uma família camponesa de Quismondo, Toledo, aos 18 anos foi para Madrid. Aí viria a tomar a alternativa de matador de touros, na tarde 26 de setembro de 1917, tendo como padrinho o célebre José Gómez Ortega «Joselito», com um toiro Contreras. Com uma carreira breve, transmitiu aos seus filhos rapazes (três) o interesse pelo toureio: José, Luis Miguel e Domingo, foram matadores de alternativa, tendo sido Luis Miguel figura mundial do toureio. Domingo Dominguín foi responsável pela carreira dos três, e, posteriormente, do seu futuro genro (casado com a sua filha Carmina), Antonio Ordóñez. Seria ainda bisavô de outros dois irmãos célebres como matadores, Francisco e Cayetano Rivera Ordoñez, filhos de Francisco Rivera «Paquirri» e de Carmen Ordoñez.